# Brachymenium procerrimum
Brachymenium procerrimum är en bladmossart som beskrevs av Brotherus 1897. Brachymenium procerrimum ingår i släktet Brachymenium och familjen Bryaceae. Inga underarter finns listade i Catalogue of Life.